# بوردپشتی

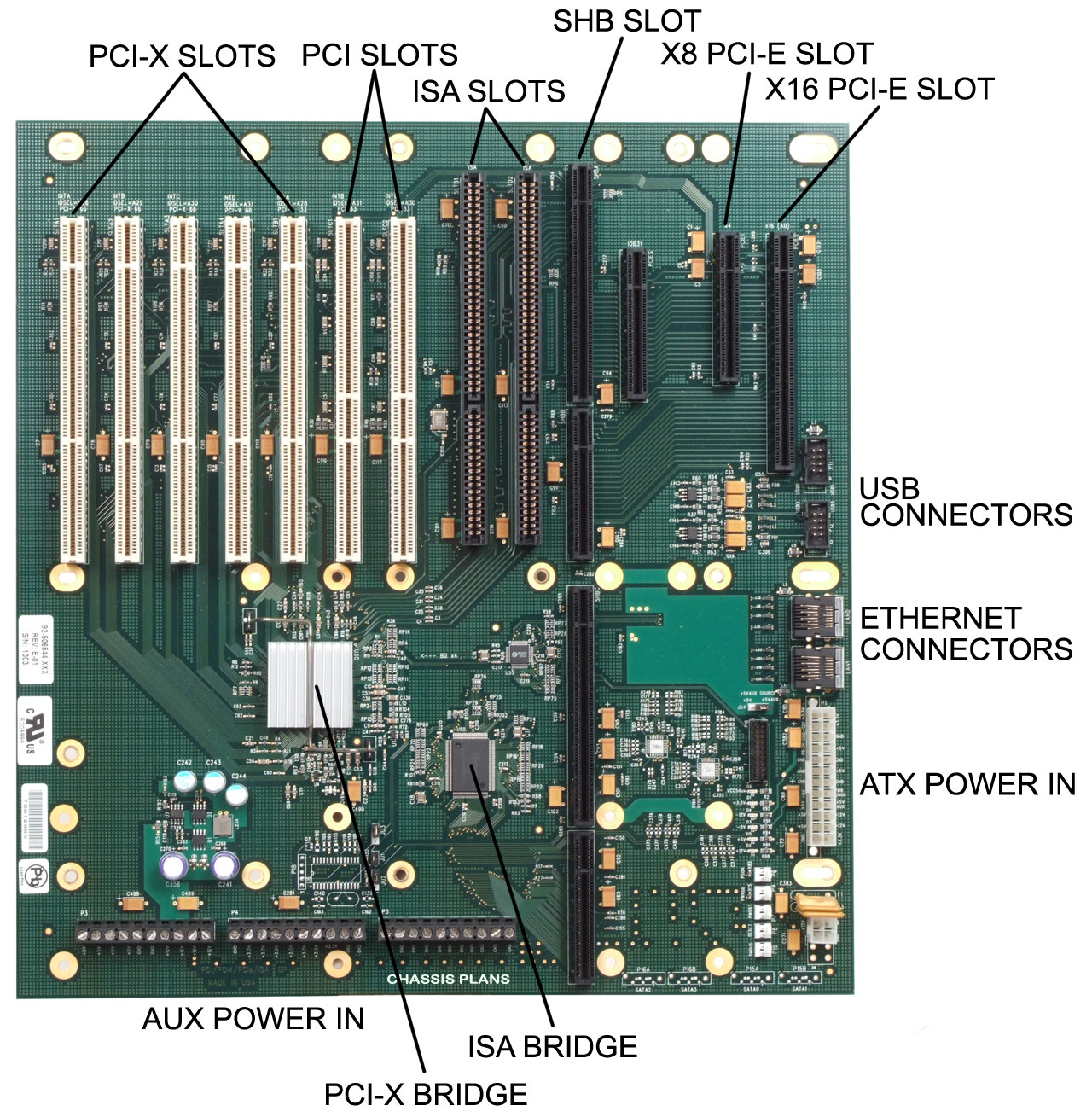
اجزای اصلی در یک بوردپشتی فعال پی‌آی‌سی‌ام‌جی ۱٫۳

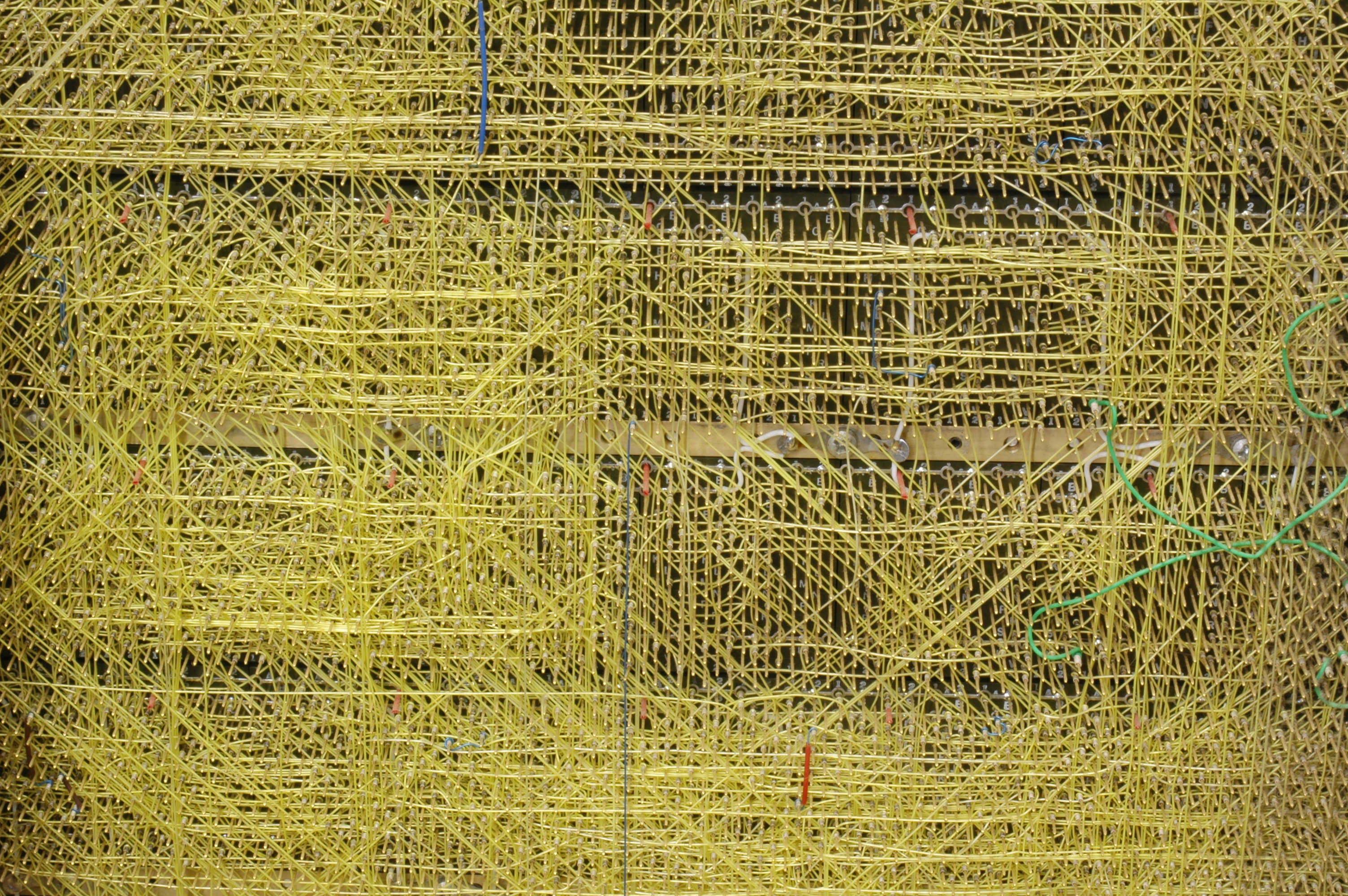
بوردپشتی سیمی از یک مینی کامپیوتر پی‌دی‌پی-۸ دهه ۱۹۶۰

یک بوردپشتی (به انگلیسی: backplane) یا بُردپشتی یا سامانه بوردپشتی (به انگلیسی: backplane system) گروهی از کانکتورهای الکتریکی به‌صورت موازی با یکدیگر است، به طوری که هر پایه هر کانکتور به همان پایه نسبی همه کانکتورهای دیگر متصل می‌شود و یک گذرگاه رایانه‌ای را تشکیل می‌دهد. از آن برای اتصال چندین برد مدار چاپی به یکدیگر برای ایجاد یک سامانه رایانه‌ای کامل استفاده می‌شود. بوردپشتی‌ها معمولاً از برد مدار چاپی استفاده می‌کنند، اما بوردپشتی‌های سیم‌پیچی‌شده نیز در کوچک‌رایانه‌های و کاربردهای با قابلیت اطمینان بالا مورد استفاده قرار می‌گیرند.
به‌طور کلی یک بوردپشتی از یک مادربرد به دلیل عدم وجود عناصر پردازشی و ذخیره‌سازی روی بُرد متمایز می‌شود. یک بوردپشتی از کارت‌های افزایه برای ذخیره‌سازی و پردازش استفاده می‌کند.

## استفاده
سامانه‌های ریزرایانه‌ای اولیه مانند التیر ۸۸۰۰ از یک بوردپشتی برای پردازنده و کارت‌های توسعه استفاده می‌کردند.
بوردپشتی معمولاً به دلیل قابلیت اطمینان بیشتر در اولویت نسبت به کابل‌ها استفاده می‌شوند. در یک سامانه کابلی، هر بار که یک کارت از سامانه حذف یا اضافه می‌شود، کابل‌ها باید خم شوند. این خم شدن در نهایت باعث خرابی‌های مکانیکی می‌شود. یک بوردپشتی از این مشکل رنج نمی‌بَرد، بنابراین عمرمفید آن تنها به‌دلیل طول عمر اتصال‌دهنده‌های آن محدود می‌شود. به عنوان مثال، کانکتورهای دی‌آی‌اِن ۴۱۶۱۲ (استفاده شده در سامانه وی‌ام‌ئی‌باس) دارای سه درجه دوام هستند که برای مقاومت (به ترتیب) ۵۰، ۴۰۰ و ۵۰۰ درج و حذف یا «چرخه‌های جفت‌سازی» (به انگلیسی: mating cycles) ساخته شده‌اند. برای انتقال اطلاعات، فناوری بوردپشتی سریال از روش انتقال سیگنال‌دهی تفاضلی با ولتاژ پایین برای ارسال اطلاعات استفاده می‌کند.

## بوردمیانی
برخی از بوردپشتی‌ها با شکاف‌هایی برای اتصال به دستگاه‌ها در هر دو طرف ساخته شده‌اند و به آنها بوردمیانی یا بُردمیانی گفته می‌شود. این توانایی برای وصل کردن کارت‌ها به دو طرف بُردمیانی اغلب در سامانه‌های بزرگ‌تر که عمدتاً از ماژول‌های متصل به بردمیانی تشکیل شده‌اند، مفید است.
بردمیانی اغلب در رایانه‌ها استفاده می‌شود، بیشتر در سرورهای تیغه‌ای، جایی که تیغه‌های سرور در یک طرف و ماژول‌های جانبی (تغذیه، شبکه، و سایر I/O) و ماژول‌های سرویس در سمت دیگر قرار دارند. بُردمیانی در تجهیزات شبکه و مخابرات نیز محبوب هستند که یک طرف شاسی کارت‌های پردازش سامانه را می‌پذیرد و طرف دیگر شاسی کارت‌های رابط شبکه را می‌پذیرد.
بُردمیانی متعامد کارت‌های عمودی را در یک طرف به بُردهای افقی در طرف دیگر متصل می‌کنند. یک بُردمیانی متعامد متداول، بسیاری از کارت‌های خط تلفن عمودی را از یک طرف، که هر یک به سیم‌های تلفن مسی متصل هستند، به یک کارت ارتباطی افقی در طرف دیگر متصل می‌کند.
«بُردمیانی مجازی» یک بُرد خیالی بین کارت‌های عمودی در یک طرف است که مستقیماً به بُردهای افقی در طرف دیگر متصل می‌شود. ترازهای شکاف‌کارت این قفس کارت و کانکتورهای خودتراز روی کارت‌ها، کارت‌ها را در موقعیت خود نگه می‌دارند.
برخی از افراد از اصطلاح «بُردمیانی» برای توصیف بُردی استفاده می‌کنند که بین یک هارد دیسک بُردپشتی تعویض-بدون-لحیم‌کاری و منابع تغذیه اضافی قرار می‌گیرد و به آن متصل می‌شود.

## سکوها

### پی‌آی‌سی‌ام‌جی

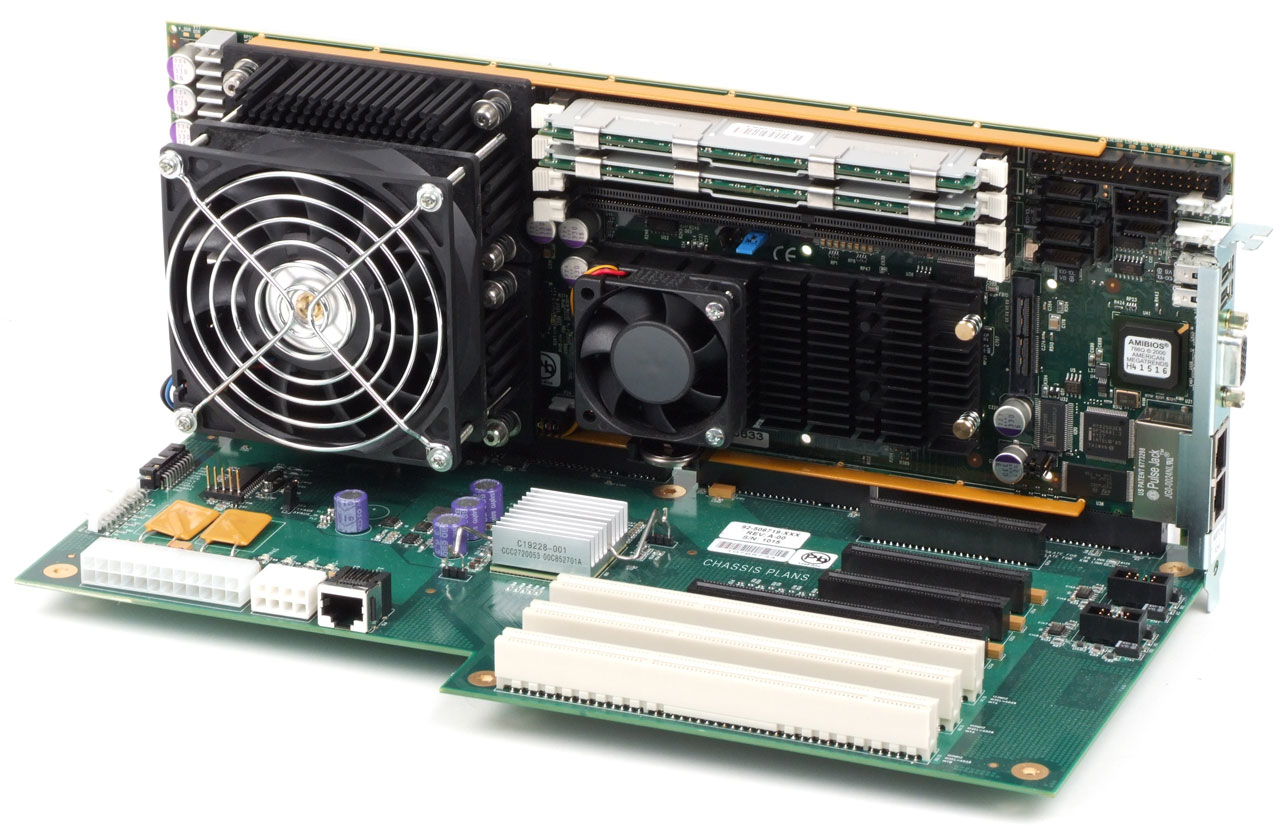
یک رایانه تک‌بُرد که در یک بُردپشتی غیرفعال نصب شده است

یک رایانه تک‌بُرد که مشخصات پی‌آی‌سی‌ام‌جی ۱٫۳ را دارد و با بُردپشتی پی‌آی‌سی‌ام‌جی ۱٫۳ سازگار است، به عنوان یک سامانه میزبان اطلاق می‌شود.
در دنیای رایانه‌های تک‌برد اینتل، پی‌آی‌سی‌ام‌جی استانداردهایی را برای رابط بوردپشتی ارائه می‌کند: پی‌آی‌سی‌ام‌جی ۱٫۰، ۱٫۱ و 1.2 پشتیبانی آی‌اس‌اِی و پی‌سی‌آی را ارائه می‌کنند و ۱٫۲ پشتیبانی PCIX را اضافه می‌کند. پی‌آی‌سی‌ام‌جی 1.3 پشتیبانی از PCI-Express را فراهم می‌کند.